# Transdisciplinarité
Ne doit pas être confondu avec Pluridisciplinarité ou Interdisciplinarité.
 (octobre 2021).

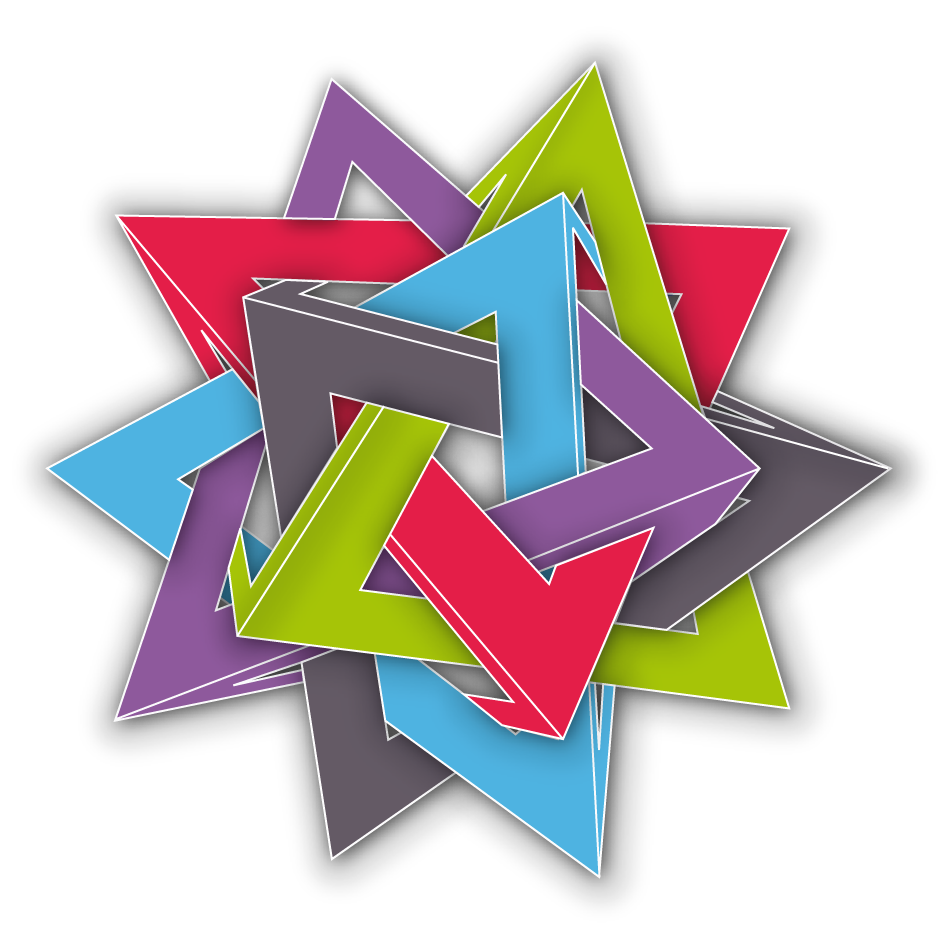
Représentation graphique de la transdisciplinarité

La transdisciplinarité est une posture scientifique et intellectuelle. Elle a pour objectif la compréhension de la complexité du monde moderne et du présent.
Le mot transdisciplinarité a été inventé par Jean Piaget, en 1970.

## Explication conceptuelle
La transdisciplinarité est définie par Basarab Nicolescu par trois postulats méthodologiques : l'existence de niveaux de réalité et de perception, la logique du tiers inclus et la complexité.
La transdisciplinarité se distingue ainsi de la pluridisciplinarité et l’interdisciplinarité de sa non-relativité empirique aux disciplines scientifiques au profit de la relation sensationnelle aux thématiques élaborées mais surtout d’autre part que sa finalité ne reste pas inscrite pour la recherche scientifique.
Ainsi, comme l’indique son préfixe « trans », la transdisciplinarité est la posture scientifique et intellectuelle qui se situe à la fois entre, à travers et au-delà de toute discipline. Ce processus d’intégration et de dépassement des disciplines a pour objectif la compréhension de la complexité du monde moderne et présent, ce qui constitue déjà, a priori, un premier élément de légitimité (ou de légitimation par dogmatisation de l'enthropocentrisme ).
Dans un tel contexte, comment parler alors de transdisciplinarité avec des concepts qui sont ceux de spécialistes ? Les analogies (comme l’entropie et la néguentropie) permettent, avec toutes les précautions que ces dernières requièrent, l’utilisation d’un langage commun. Cependant il faut faire attention au réductionnisme, car l’utilisation de concepts nomades, aussi riches soient-ils, nécessitent de grandes précautions épistémologiques, au risque sinon de produire l’effet inverse. Ce caractère pernicieux de ce que nous appelons des concepts nomades est à souligner, car trop souvent nous avons observé les dégâts de leur mauvais emploi. Certes, c’est bien en utilisant des concepts propres à l’horticulture et à l’élevage que Charles Darwin a élaboré sa théorie de la sélection naturelle, mais il va de soi que ce nomadisme « épistémologiquement » fonctionnel de certains concepts n’est pas une constante dans l’histoire de l’évolution des sciences… Or, quand de telles analogies (ou l’emploi de concepts nomades) fonctionnent correctement, il en résulte des progrès scientifiques et techniques considérables : l’œuvre de Darwin est là pour en témoigner…
Autre élément de légitimation, s’il y en a une, est le projet (plus ou moins avoué) de la constitution d’un nouvel « empirisme scientifique », une sorte de nouveau langage ayant pour finalité, entre autres, la mise en place d’« un savoir autonome d'où résultent de nouveaux objets et de nouvelles méthodes ». « Utopie scientifique » par excellence, qui nécessite par conséquent un certain recul, la transdisciplinarité n’en demeure pas moins une posture intellectuelle riche aux potentiels disciplinaire, scientifique et épistémologique non négligeables, à qui veut bien se donner la peine de la pratiquer : elle apparaît ainsi beaucoup plus comme un nouveau paradigme que comme une discipline à part entière.
Les débats sur la sémantique des termes « trans-, inter- et pluridisciplinarité » dépassent d'ailleurs la recherche à expression française (voir p.ex. Brand, Schaller et Völker 2004 pour une synthèse des questions terminologiques qui occupent la recherche en langue allemande).
Actuellement, la transdisciplinarité est un domaine académique consolidé qui donne lieu à de nouvelles recherches appliquées, notamment en Amérique latine et dans les Caraïbes. En ce sens, la recherche transdisciplinaire et biomimétique de Javier Collado  on Big History représente une écologie de la connaissance entre les connaissances scientifiques et la sagesse ancestrale de peuples autochtones, tels que peuples autochtones en Equateur. D'après Collado , la méthodologie transdisciplinaire appliquée au domaine de la Grande Histoire cherche à comprendre les interconnexions de l'être humain•e avec les différentes réalités qui coexistantes par la compréhension humaine, et cela avec la nécessité d'appropriation de cultures mystiques et spirituelles, de rituels du chamanisme. L'enseignement de la Grande Histoire dans quelques universités expose une existance transdisciplinaire qui intègre et unifie diverses épistèmes qui sont dans, entre et au-delà des disciplines scientifiques, c'est-à-dire, y compris la sagesse ancestrale, spiritualité, art, les émotions, les expériences mystiques et d'autres dimensions oubliées par l'histoire des sciences.

## Sciences humaines
L'écologie humaine, ou plutôt l'oïkologie humaine (littéralement et étymologiquement le discours sur l'« habiter », au sens large du terme), procède dans sa démarche d’analyse et de compréhension de la complexité du monde moderne dans lequel nous vivons d’une approche fondamentalement transdisciplinaire. Or, il ne s’agit pas d’une discipline à proprement parler, comme nous pourrions le croire à la lecture de nombreux ouvrages et d'articles relatifs à cette dernière, mais d’une forme d’attitude que nous nous devons d’avoir et de transmettre aux générations futures. Il ne s’agit pas non plus de la constitution d’un discours sur le discours, d’une méta-science qui aurait pour prétention d’expliquer la complexité en se positionnant comme une nouvelle épistémologie des disciplines actuelles, telles qu'elles sont conçues actuellement. Non, rien de tout cela. C’est parce que l’écologie humaine procède volontairement de transdisciplinarité que celle-ci ne peut se concevoir comme une nouvelle discipline.

#### Écologie Humaine
- « À quoi sert le Certificat International d'Écologie Humaine ? »(Archive.org • Wikiwix • Archive.is • Google • Que faire ?) : Vidéo de présentation par Bernard Duperrein, Sociologue à l'Université de Pau, du Certificat International d'Écologie Humaine qui œuvre dans la transdisciplinarité
- Analyses littéraires des romans de Jules Verne : Analyses de quelques romans de Jules Verne envisagés sous l'angle de l'écologie humaine et de la transdisciplinarité.
- De l'écologie humaine à la transdisciplinarité : De l'écologie humaine à la transdisciplinarité : le texte complet, de Lionel Dupuy.
- Site officiel du groupe de recherche transdisciplinaire Plasticité - Sciences - Arts.
- Site de la Fondation "World Knowledge Dialogue" ou "Dialogue des Savoirs"
- Le concept de transdisciplinarité école Russe
- Cadre d’orientation pour l’transdisciplinarité dans les Sciences Humaines pdf
- (en) Theory of Transdisciplinarity in Anthropology ppt-document, with explanations in the notes
- (en) Mapping Transdisciplinarity in Human Sciences pdf-document